# Tricyclea martini
Tricyclea martini är en tvåvingeart som först beskrevs av Zumpt 1953.  Tricyclea martini ingår i släktet Tricyclea och familjen spyflugor.
Artens utbredningsområde är Botswana. Inga underarter finns listade i Catalogue of Life.